# Torricelliho pokus

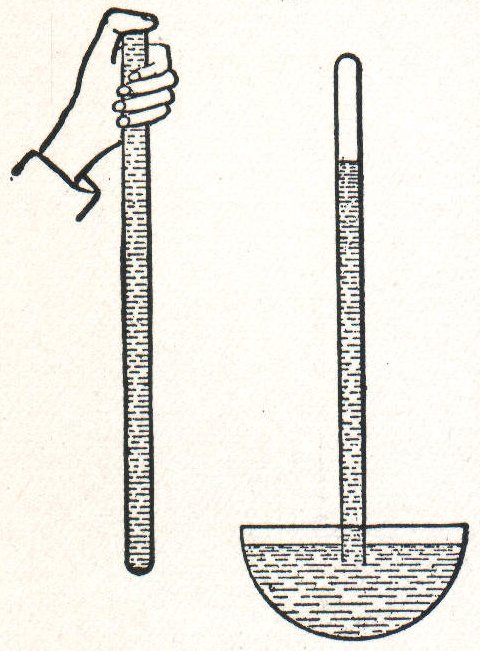
Nákres Torricelliho experimentu.

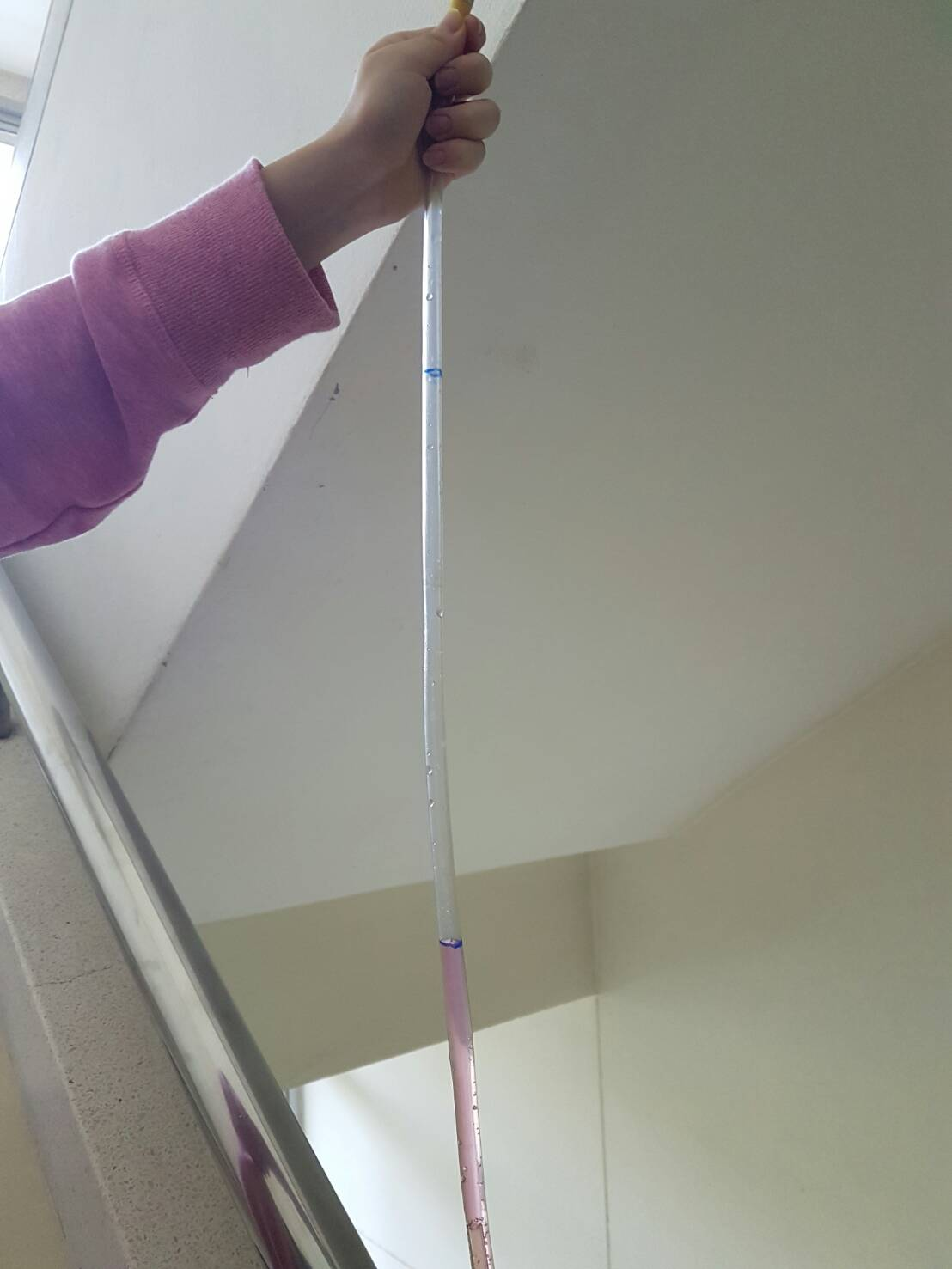
Torricelliho vákuum (pokus s vodou a trubicí o rozdílu výšek zhruba 10 m)

Torricelliho pokus je fyzikální pokus, který dokazuje existenci vakua a to, že atmosférický tlak působí na všechny předměty v atmosféře. Poprvé ho provedl a vymyslel italský vědec Evangelista Torricelli v roce 1643 v Pise.

## Pokus
Skleněnou trubici, která je z jednoho konce uzavřená se naplní rtutí, převrátí a otevřeným koncem ponoří do nádoby se rtutí. Rtuť v trubici poklesne a ustálí se tak, že rozdíl mezi hladinami v nádobě a trubici bude přibližně 76 cm. Prázdný prostor, který se vytvořil nad hladinou rtuti v trubici nazvali později „Torricelliho“ vakuum.

## Vysvětlení
Rtuť při pokusu zůstává v trubici díky tomu, že ji do trubice tlačí atmosférický tlak, který působí na hladinu rtuti v nádobě. Ve výšce asi 76 cm dochází k vyrovnání hydrostatického tlaku s tlakovou silou vzduchu. Rtuť dále nestoupá a pod ucpaným koncem hadice vzniká vakuum. 
Pokus lze provést i s vodou, ale v tom případě je nutné použít hadici s rozdílem výšek minimálně 10 metrů. Voda totiž díky své menší hustotě dosáhne větší výšky než rtuť, a sice právě oněch zhruba 10 metrů. 